# گروو (تگزاس)
گروو (به انگلیسی: The Grove) یک منطقهٔ مسکونی در ایالات متحده آمریکا است که در شهرستان کوریل، تگزاس واقع شده‌است.